# 25th Dragoons
Le 25th Dragoons est un régiment de cavalerie de l'armée britannique de 1941 à 1947.
Les régiments précédents portant le numéro ont été :
- De La Bouchetiere's Regiment of Dragoons fut reformé en 1716 sous le nom de 25th Dragoons et dissous en 1718.
- 25th Regiment of (Light) Dragoons fut créé pour le service en Inde par le colonel Francis Edward Gwyn le 9 mars 1794 et deviendra le 22nd Regiment of (Light) Dragoons plus tard cette année-là.

Le régiment de 1941 fut créé à Sialkot, en Inde, en février 1941 à partir d'un cadre de personnel pris au 3rd Carabiniers (en) avec des volontaires de régiments d'infanterie. Il fut d'abord affecté à la 4e brigade blindée indienne (qui deviendra plus tard la 254e brigade blindée indienne et, plus tard encore, la 254e brigade de chars indienne). En 1943, il fut réaffecté au XVe corps indien et déployé dans le plus grand secret dans l'État d'Arakan avant de prendre part à la bataille d'Admin Box, dans laquelle ses chars M3 Lee se révélèrent décisifs.
Il passa le reste de la guerre en Inde et en Birmanie. Il faisait partie de la 50e brigade de chars indienne et était basé à Madras et Bangalore avant sa dissolution en 1947.